# Sembas
Sembas är en kommun i departementet Lot-et-Garonne i regionen Nouvelle-Aquitaine i sydvästra Frankrike. Kommunen ligger i kantonen Villeneuve-sur-Lot-Sud som tillhör arrondissementet Villeneuve-sur-Lot. År 2022 hade Sembas 142 invånare.

## Befolkningsutveckling
Antalet invånare i kommunen Sembas
| Referens: INSEE |